# Frévin-Capelle
Frévin-Capelle és un municipi francès situat al departament del Pas de Calais i a la regió dels Alts de França. L'any 2007 tenia 414 habitants.

## Demografia

### Població
El 2007 la població de fet de Frévin-Capelle era de 414 persones. Hi havia 156 famílies de les quals 24 eren unipersonals (8 homes vivint sols i 16 dones vivint soles), 56 parelles sense fills, 72 parelles amb fills i 4 famílies monoparentals amb fills.
La població ha evolucionat segons el següent gràfic:
Habitants censats

### Habitatges
El 2007 hi havia 158 habitatges, 155 eren l'habitatge principal de la família, 2 eren segones residències i 1 estava desocupat. Tots els 158 habitatges eren cases. Dels 155 habitatges principals, 141 estaven ocupats pels seus propietaris, 13 estaven llogats i ocupats pels llogaters i 1 estava cedit a títol gratuït; 1 tenia dues cambres, 9 en tenien tres, 40 en tenien quatre i 105 en tenien cinc o més. 144 habitatges disposaven pel capbaix d'una plaça de pàrquing. A 55 habitatges hi havia un automòbil i a 88 n'hi havia dos o més.

### Piràmide de població
La piràmide de població per edats i sexe el 2009 era:
| Homes | Edats   | Dones |
| ----- | ------- | ----- |
| 0     | 95 o +  | 0     |
| 0     | 90 a 94 | 0     |
| 0     | 85 a 89 | 4     |
| 0     | 80 a 84 | 0     |
| 4     | 75 a 79 | 4     |
| 4     | 70 a 74 | 4     |
| 8     | 65 a 69 | 8     |
| 8     | 60 a 64 | 8     |
| 8     | 55 a 59 | 4     |
| 28    | 50 a 54 | 28    |
| 12    | 45 a 49 | 16    |
| 16    | 40 a 44 | 24    |
| 20    | 35 a 39 | 16    |
| 8     | 30 a 34 | 0     |
| 8     | 25 a 29 | 24    |
| 16    | 20 a 24 | 20    |
| 20    | 15 a 19 | 20    |
| 12    | 10 a 14 | 20    |
| 8     | 5 a 9   | 20    |
| 0     | 0 a 4   | 16    |

## Economia
El 2007 la població en edat de treballar era de 293 persones, 218 eren actives i 75 eren inactives. De les 218 persones actives 207 estaven ocupades (106 homes i 101 dones) i 11 estaven aturades (3 homes i 8 dones). De les 75 persones inactives 35 estaven jubilades, 20 estaven estudiant i 20 estaven classificades com a «altres inactius».

### Ingressos
El 2009 a Frévin-Capelle hi havia 148 unitats fiscals que integraven 396,5 persones, la mediana anual d'ingressos fiscals per persona era de 21.485 €.

### Activitats econòmiques
Dels 13 establiments que hi havia el 2007, 1 era d'una empresa de fabricació d'altres productes industrials, 3 d'empreses de construcció, 2 d'empreses de comerç i reparació d'automòbils, 2 d'empreses d'hostatgeria i restauració, 1 d'una empresa financera, 1 d'una empresa de serveis, 2 d'entitats de l'administració pública i 1 d'una empresa classificada com a «altres activitats de serveis».
Dels 5 establiments de servei als particulars que hi havia el 2009, 2 eren fusteries, 1 lampisteria, 1 perruqueria i 1 restaurant.
L'únic establiment comercial que hi havia el 2009 era una botiga de menys de 120 m².
L'any 2000 a Frévin-Capelle hi havia 7 explotacions agrícoles que ocupaven un total de 276 hectàrees.

## Equipaments sanitaris i escolars
El 2009 hi havia una escola elemental integrada dins d'un grup escolar amb les comunes properes formant una escola dispersa.

## Poblacions més properes
El següent diagrama mostra les poblacions més properes.